# Eccellenza Basilicata 2004-2005
Il campionato italiano di calcio di Eccellenza regionale 2004-2005 è stato il quattordicesimo organizzato in Italia. Rappresenta il sesto livello del calcio italiano. Questi sono i gironi organizzati dal comitato regionale della regione Basilicata.

## Stagione

### Novità
Dal campionato di Eccellenza Basilicata 2003-2004 era stato promosso in Serie D il Lavello, mentre l'AZ Picerno, il Baragiano, lo Sporting Montalbano e il Balvano erano stati retrocessi nel campionato di Promozione Basilicata. Dal campionato di Promozione Basilicata 2003-2004 erano stati promossi in Eccellenza il Ferrandina e l'Irsinese, classificatisi nelle prime due posizioni. Dalla Serie D 2003-2004 erano stati retrocessi in Eccellenza il Matera, l'F.C. Potenza e il Magna Grecia.
L'F.C. Potenza non si è iscritto al campionato di Eccellenza, chiedendo l'iscrizione al campionato di Seconda Categoria, di conseguenza è stato ammesso il Ricigliano, terzo classificato nel campionato di Promozione Basilicata 2003-2004. Il Matera è stato ripescato in Serie D, di conseguenza l'AZ Picerno è stato ammesso in Eccellenza.
La "U.S. Magna Grecia" ha cambiato denominazione in "U.S. Bernalda 2000".

### Formula
Le 18 squadre partecipanti disputano un girone all'italiana con partite di andata e ritorno per un totale di 34 giornate. La prima classificata viene promossa in Serie D. La squadra seconda classificata viene ammessa agli spareggi nazionali per la promozione in Serie D. Le ultime tre classificate vengono retrocesse direttamente nel campionato di Promozione.

## Squadre partecipanti
| Squadra                          | Città (provincia)         | Stagione 2003-2004           |
| -------------------------------- | ------------------------- | ---------------------------- |
| F.C. Abriola 90                  | Abriola (PZ)              | 9º in Eccellenza Basilicata  |
| Pol. Atella Monticchio           | Atella (PZ)               | 6º in Eccellenza Basilicata  |
| Avigliano Calcio PZ              | Avigliano (PZ)            | 14º in Eccellenza Basilicata |
| Pol. AZ Picerno                  | Picerno (PZ)              | 15º in Eccellenza Basilicata |
| U.S. Bernalda 2000               | Bernalda (MT)             | 18º in Serie D/G             |
| A.S. Brienza Calcio              | Brienza (PZ)              | 11º in Eccellenza Basilicata |
| S.S.C. Cogliandrino              | Lauria (PZ)               | 8º in Eccellenza Basilicata  |
| Pol. Comprensorio Sport Pisticci | Pisticci (MT)             | 7º in Eccellenza Basilicata  |
| Ferrandina Calcio                | Ferrandina (MT)           | 1º in Promozione Basilicata  |
| F.C. Francavilla                 | Francavilla in Sinni (PZ) | 4º in Eccellenza Basilicata  |
| A.C. Horatiana Venosa            | Venosa (PZ)               | 10º in Eccellenza Basilicata |
| U.S. Irsinese                    | Irsina (MT)               | 2º in Promozione Basilicata  |
| A.C. Ricigliano                  | Muro Lucano (PZ)          | 3º in Promozione Basilicata  |
| A.C. Ruggiero di Lauria          | Lauria (PZ)               | 2º in Eccellenza Basilicata  |
| F.C. Sporting Genzano            | Genzano di Lucania (PZ)   | 5º in Eccellenza Basilicata  |
| A.S. Tricarico                   | Tricarico (MT)            | 13º in Eccellenza Basilicata |
| A.C. Vietri                      | Vietri di Potenza (PZ)    | 12º in Eccellenza Basilicata |
| C.S. Vultur                      | Rionero in Vulture (PZ)   | 3º in Eccellenza Basilicata  |

## Classifica finale
Fonte: sito FIGC LND Comitato Regionale Basilicata.
|  | Pos. | Squadra             | Pt | G  | V  | N  | P  | GF | GS | DR  |
|  | ---- | ------------------- | -- | -- | -- | -- | -- | -- | -- | --- |
|  | 1.   | FC Francavilla      | 86 | 34 | 27 | 5  | 2  | 83 | 25 | +58 |
|  | 2.   | Sporting Genzano    | 84 | 34 | 26 | 6  | 2  | 77 | 10 | +67 |
|  | 3.   | Vultur Rionero      | 62 | 34 | 18 | 8  | 8  | 52 | 28 | +24 |
|  | 4.   | Ruggiero di Lauria  | 60 | 34 | 17 | 9  | 8  | 52 | 33 | +19 |
|  | 5.   | Irsinese            | 58 | 34 | 17 | 7  | 10 | 51 | 34 | +17 |
|  | 6.   | Horatiana Venosa    | 58 | 34 | 17 | 7  | 10 | 49 | 38 | +11 |
|  | 7.   | Brienza             | 55 | 34 | 17 | 4  | 13 | 45 | 41 | +4  |
|  | 8.   | Avigliano Calcio PZ | 50 | 34 | 14 | 8  | 12 | 51 | 52 | -1  |
|  | 9.   | Atella Monticchio   | 49 | 34 | 13 | 10 | 11 | 38 | 40 | -2  |
|  | 10.  | Cogliandrino        | 44 | 34 | 12 | 8  | 14 | 47 | 45 | +2  |
|  | 11.  | Ricigliano          | 39 | 34 | 10 | 9  | 15 | 48 | 52 | -4  |
|  | 12.  | AZ Picerno          | 36 | 34 | 8  | 12 | 14 | 34 | 42 | -8  |
|  | 13.  | Ferrandina          | 36 | 34 | 9  | 9  | 16 | 32 | 61 | -29 |
|  | 14.  | Bernalda 2000       | 34 | 34 | 10 | 4  | 20 | 38 | 63 | -25 |
|  | 15.  | Pisticci            | 30 | 34 | 7  | 9  | 18 | 34 | 51 | -17 |
|  | 16.  | Tricarico           | 29 | 34 | 7  | 8  | 19 | 39 | 73 | -34 |
|  | 17.  | Vietri              | 23 | 34 | 5  | 8  | 21 | 32 | 66 | -34 |
|  | 18.  | Abriola 90          | 15 | 34 | 2  | 9  | 23 | 24 | 72 | -48 |

Legenda:
      Promossa in Serie D 2005-2006
      Ammessa ai play-off nazionali
      Retrocessa in Promozione 2005-2006
Note:
Tre punti a vittoria, uno a pareggio, zero a sconfitta.
Il Bernalda 2000 non si è successivamente iscritto alla Eccellenza Basilicata 2005-2006.